# Batman (đơn vị)
Batman (phát âm tiếng Thổ Nhĩ Kỳ: [batˈman]) là một đơn vị đo khối lượng được sử dụng trong Đế chế Ottoman và trong số các dân tộc Thổ Nhĩ Kỳ của Đế quốc Nga. Nó cũng đã được ghi nhận là một đơn vị diện tích ở các khu vực nổi tiếng của Duy Ngô Nhĩ ở Trung Á. Tên là Turkic (Ottoman Thổ Nhĩ Kỳ baṭmān; Chagatai bātmān), nhưng đôi khi cũng được sử dụng cho đơn vị tương đương ở Ba Tư (من, man). Các đơn vị tương đương ở Anh Ấn Độ đã được đặt tên là maund. Giá trị của batman (hoặc maund) thay đổi đáng kể từ nơi này sang nơi khác.